# Васюнино (Вологодская область)
Васюнино — деревня в Вологодском районе Вологодской области.
Входит в состав Подлесного сельского поселения, с точки зрения административно-территориального деления — в Подлесный сельсовет.
Расстояние по автодороге до районного центра Вологды — 25 км, до центра муниципального образования Огарково — 12 км. Ближайшие населённые пункты — Запрудка, Мироносица, Голенево.
По переписи 2002 года население — 4 человека.